# Toljattinskij gosudarstwiennyj uniwiersitiet
Toljattinskij gosudarstwiennyj uniwiersitiet (ros. Тольяттинский государственный университет) – uniwersytet z siedzibą w Togliatti, w obwodzie samarskim, w Rosji. Został założony 29 maja 2001.

## Jednostki
- Архитектурно-строительный институт (Architiekturno-stroitielnyj institut; Instytut Architektury i Budownictwa)
- Гуманитарно-педагогический институт (Gumanitarno-piedagogiczeskij institut; Instytut Humanistyczno-Pedagogiczny)
- Институт изобразительного и декоративно-прикладного искусства (Institut izobrazitielnogo i diekoratiwno-prikładnogo iskusstwa; Instytut Sztuk Pięknych, Dekoracyjnych i Stosowanych)
- Институт инженерной и экологической безопасности (Institut inżeniernoj i ekołogiczeskoj biezopasnosti; Instytut Inżynierii i Ochrony Środowiska)
- Институт математики, физики и информационных технологий (Institut matiematiki, fiziki i informacyonnych tiechnołogij; Instytut Matematyki, Fizyki i Techniki Informatycznej)
- Институт машиностроения (Institut maszynostrojenija; Instytut Inżynierii Mechanicznej)
- Институт права (Institut prawa; Instytut Prawa)
- Институт физической культуры и спорта (Institut fiziczeskoj kultury i sporta; Instytut Kultury Fizycznej i Sportu)
- Институт финансов, экономики и управления (Institut finansow, ekonomiki i uprawlenija; Instytut Finansów, Ekonomii i Zarządzania)
- Институт химии и энергетики (Institut chimii i eniergietiki; Instytut Chemii i Energii)[1]